# Propunerea
Propunerea (în engleză The Proposition) este un film western australian din 2005. Regizat de John Hillcoat⁠(d) în baza unui scenariu de Nick Cave, îi are în rolurile principale pe  Guy Pearce, Ray Winstone, Emily Watson, John Hurt, Danny Huston și David Wenham. După încheierea producției în 2004, a urmat o lansare la nivel național în 2005 și o rulare în cinematografele americane prin intermediul  First Look Studios⁠(d) în 2006. Filmul a fost turnat în Winton, Queensland.

## Rezumat
În Australia anilor 1880, Charlie Burns și banda intră într-un schimb de focuri cu oamenii legii. Toți membrii grupului, cu excepția lui Charlie și a fratelui său Mikey, sunt uciși. Căpitanul Morris Stanley îi dezvăluie lui Charlie că îi va executa fratele mai mic de Crăciun, adică peste 9 zile, însă este dispus să-i elibereze pe amândoi dacă Charlie acceptă să-l ucidă pe Arthur Burns, fratele lor mai mare, căutat pentru viol și crimă. Mikey rămâne în custodia poliției, iar Charlie pornește în căutarea celuilalt frate. În timpul unui raid, oamenii legii capturează niște aborigeni care îl numesc pe Arthur „omul câine” și declară că nimeni nu îndrăznește să se apropie de peștera sa.
Plecat călare pe urmele lui Arthur, Charlie ajunge la ruinele casei Hopkins, locul în care familia omonimă și-a găsit sfârșitul în mâinile bandei Burns. Pe parcursul călătoriei, întâlnește un bătrân beat pe nume Jellon Lamb într-un bar în care proprietarul zace înjunghiat pe podea. Charlie realizează că Lamb este un vânător de recompense⁠(d) aflat pe urmele fratelui său și îl face cnocaut. Mai târziu, Charlie se deșteaptă din somn și este străpuns de sulița unui grup de aborigeni aflați pe stâncile din apropiere; înainte să-și piardă cunoștința, își vede atacatorul împușcat în cap.
În oraș, Eden Fletcher, cel care l-a angajat pe Stanley să „curățe” zona, ordonă ca Mikey să fie biciuit de 100 de ori pentru crimele comise împotriva familiei Hopkins. Stanley este îngrozit de acest lucru, deoarece nu-l consideră responsabil pentru acțiunile sale, iar dacă tânărul va muri, banda Burns se va răzbuna pe el și soția sa. Acesta îi trimite o echipă alcătuită din sergentul Lawrence, urmăritorul Jacko și alți polițiști pentru a „investiga” uciderea raportată a lui Dan O’Riley (proprietarul barului) de către un grup de aborigeni.
Charlie se trezește în tabăra fratelui său, situată în peșterile unor munți pustii.  Aceasta este formată din Samuel Stoat, o femeie pe nume Queenie - cea care îi îngrijește rănile - și un aborigen numit Two-Bob. Pe măsură ce își revine, are de mai multe ori ocazia să-și ucidă fratele, însă nu o face. Îi spune lui Arthur că Mikey nu l-a însoțit, deoarece a cunoscut o tânără.
Căpitanul Stanley încearcă să-l apere pe Mikey de orășenii însetați de sânge, dar soția sa sosește la temniță și insistă că moartea prietenilor săi trebuie răzbunată. Mikey este biciuit și rănit mortal. Locuitorii dezgustați încep să plece, Martha leșină, iar Stanley aruncă biciul însângerat către Fletcher și își pierde slujba. Între timp, în barul abandonat, sergentul Lawrence și oamenii său descoperă și masacrează un grup de aborigeni. Arthur și Two-Bob găsesc grupul lui Lawrence și îl ucid atât pe sergent, cât și pe urmăritorul Jacko. Înainte să-și piardă viață, Lawrence îi dezvăluie lui Arthur că Charlie a fost trimis să-l ucidă.
În același timp, Jellon Lamb pătrunde în tabăra lui Arthur și îi imobilizează pe Samuel și Charlie în timp ce dorm. Lamb este împușcat însă în stomac de Two-Bob, apoi înjunghiat în inimă de Arthur; Charlie îndreaptă revolverul spre fratele său, dar decide în schimb să-l împuște în cap pe vânătorul de recompense. În cele din urmă, îl informează pe Arthur că Mikey este în custodia poliției și urmează să fie spânzurat. Pentru a nu trezi suspiciuni, membrii bandei intră în oraș îmbrăcați în hainele ofițerilor uciși la bar, cu Two-Bob în rolul unui aborigen recent capturat. Odată ajunși la închisoare, aceștia îl eliberează pe Mickey; în timp ce Charlie și Two-Bob părăsesc așezarea alături de tânăr, Arthur și Samuel rămân în urmă pentru a-i decapita pe cei doi ofițeri din temniță. Cu toate acestea, Mikey moare în brațele lui Charlie din cauza rănilor sale.
Conștient că banda va răzbuna moartea lui Mickey, Stanley se pregătește să-i înfrunte, însă cuplul lasă garda jos cu ocazia cinei de Crăciun. În următorul moment, Arthur și Samuel intră în casă, iar Stanley este bătut brutal într-o cameră adiacentă. Samuel o târăște pe Martha înăuntru, iar Arthur îi cere lui Stanley să-l privească în timp ce îi violează soția. În același timp, Charlie intră în locuință și îi dezvăluie lui Arthur că Mikey este mort; Arthur îl ignoră și îl încurajează să asculte cântecul lui Samuel. Charlie îl împușcă în cap pe Samuel, apoi de două ori pe Arthur. Muribund, banditul iese din casă și se așează pe pământ în apropiere; când Charlie se așează lângă el, Arthur îl întrebă care este următorul său plan și moare.

## Distribuție
- Guy Pearce - Charlie Burns
- Ray Winstone - căpitanul Morris Stanley
- Emily Watson - Martha Stanley
- Danny Huston - Arthur Burns
- David Wenham - Eden Fletcher
- Richard Wilson - Mike Burns
- John Hurt - Jellon Lamb
- Tom E. Lewis - Two Bob
- Leah Purcell - Queenie
- Tom Budge - Samuel Stoat
- Robert Morgan - sergentul Lawrence
- David Gulpilil - Jacko
- Noah Taylor - Brian O'Leary
- Oliver Ackland - Patrick Hopkins
- Mick Roughan - Mad Jack Bradshaw
- Shane Watt - John Gordon
- Rodney Boschman - Tobey
- Ralph Cotterill - Dr. Bantrey
- Bryan Probets - ofițerul Dunn
- Bogdan Koca - Paul Broussard